# Escorpião-vinagre

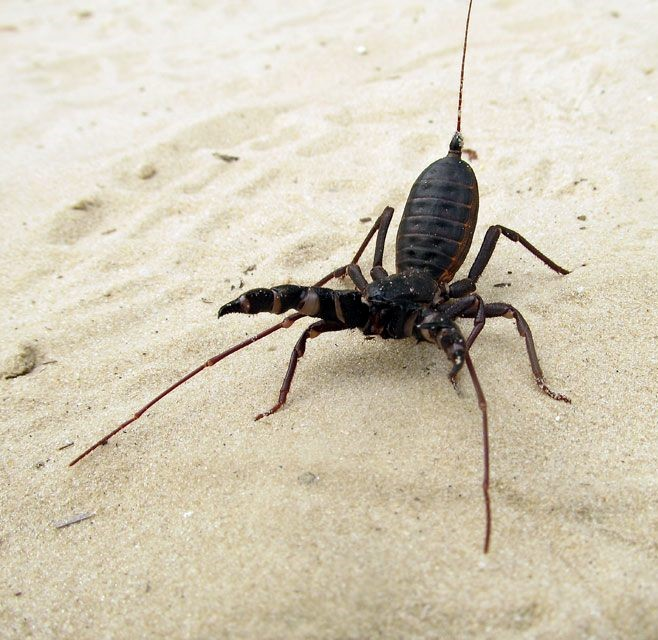
Um thelyphonida

Escorpião-vinagre ou Escorpião-chicote são os nomes comuns atribuídos aos aracnídeos da ordem Thelyphonida. Apresentam 12 segmentos no opistossoma, flagelo em vez de télson, pedipalpo raptorial e glândulas anais secretoras. Não tem glândulas de veneno mas apresenta glândulas anais que secretam uma substância similar a ácido acético, de cheiro forte semelhante a vinagre. Esta substância é esguichada pela fina cauda e, em contato com os olhos, pode causar irritação. 
Vive em lugares úmidos e escuros, como cavernas e ocos de árvores. Se alimenta de invertebrados e pequenos vertebrados.

## Classificação e diversidade
Existem mais de 100 espécies válidas de uropígios, divididas entre 18 gêneros. Dois desses, Thelyphonus e Hypoctonus, concentram quase a metade das espécies. Há apenas uma família, Thelyphonidae, subdividida em 4 subfamílias Hypoctonidae, Mastigoproctinae, Tyopeltinae e Thelyphoninae.
Família: Thelyphonidae
Subfamília: Hypoctoninae
Etinneus
Hypoctonus
Lobochirus
Thelyphonellus
Subfamília: Mastigoproctinae
Amauristigon
Mastigoproctus
Uroproctus
Subfamília: Thelyphoninae
Abaliella
Chajnus
Ginosigma
Glyptogluteus
Minbosius
Tetrabalius
Thelyphonus
Subfamília: Typopeltinae
Typopeltis
Sub-família incerta: †Geralinunara
†Mesoproctus
†Proschizomus

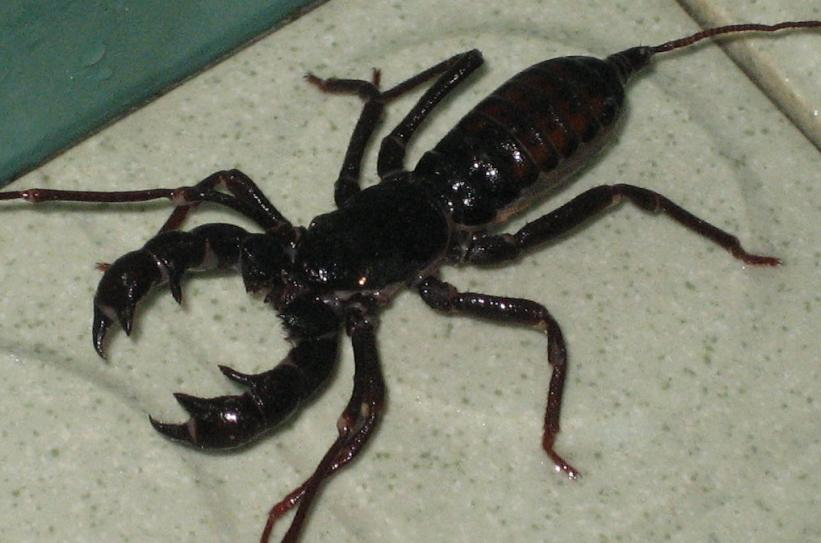

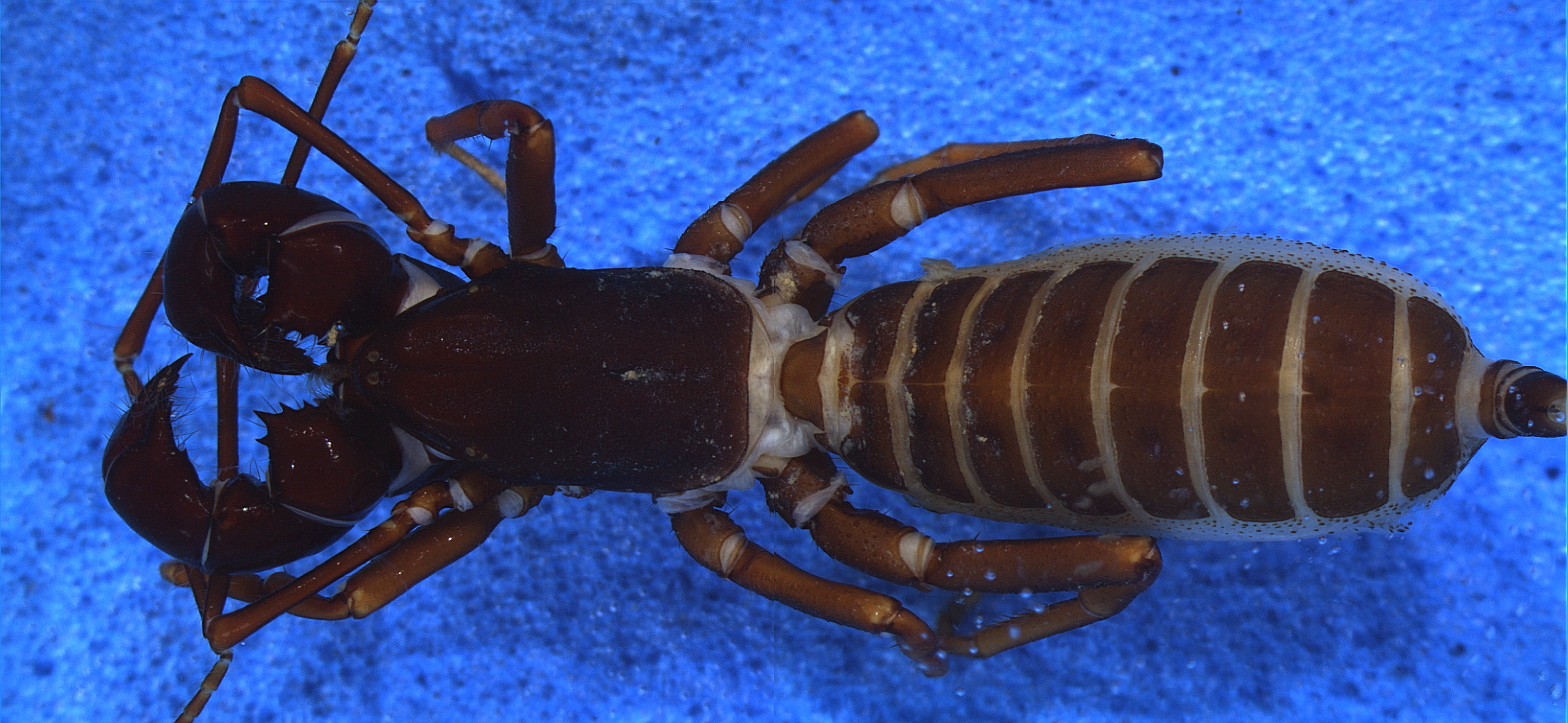

Thelyphonida e Schizomida são grupos irmãos, mas ainda há muita discussão sobre a posição hierárquica e a nomenclatura. Alguns pesquisadores reconhecem os dois grupos como ordens distintas, mantendo os respectivos nomes. Outros usam o nome Uropygi para denominar uma superordem, composta pelas ordens Thelyphonyda (os escorpiões vinagre), e Schizomida. Ainda há propostas que incluem os dois grupos numa mesma ordem. A maioria dos pesquisadores concorda que os dois estão relacionados com Amblipigy e Aranhas, e um clado denominado Tetrapulmonata.
Thelyphonida apresenta pouca variação morfológica e são animais altamente conservados evolutivamente. Fósseis datando de 300 milhões de anos são muito semelhantes aos representantes modernos, diferindo apenas em alguns detalhes nos palpos. A coloração não varia muito também, em geral são escuros possuindo tons entre o marrom e o vermelho.

## Anatomia

### Externa
O exoesqueleto é altamente esclerotizado e pode ser praticamente liso ou possuir concentrações de granulações. Apresentam espinhos, setas, tricobótrios e órgãos liriformes dispersos em todos os segmentos.
O prossoma é coberto dorsalmente por uma carapaça única de formato retangular. Ventralmente distinguem-se 6 segmentos, cada um deles portando um par de apêndices: quelíceras no primeiro, palpos no segundo e pernas nos demais. Um pequeno esterno triangular completa o ventre do animal.
Podem apresentar 12 ou 8 olhos simples, arranjados na superfície dorsal do prossoma, dispostos em dois grupos de 3 ou 5 olhos laterais e um par de olhos medianos.
As quelíceras são compostas de duas partes: uma grande base ligada ao primeiro segmento do prossoma e um dedo móvel ou presa. A presa móvel se desloca fechando–se sobre 2 espinhos presentes na base.
Os pedipalpos são robustos, curtos e dotados de muitos espinhos. Trata-se de uma estrutura eficiente na captura de presas, com o tarso e a tíbia formando uma primeira pinça móvel e um processo patelar oposto à tíbia formando uma segunda pinça. Os trocanteres apresentam dentes fortes utilizados para macerar a presa. A coxa dos palpos constitui o assoalho de uma cavidade pré-oral. O pedipalpo apresenta dimorfismo sexual, sendo mais longo nos machos adultos. O palpo aumentado está relacionado às lutas entre machos na disputa por fêmeas.
O primeiro par de pernas é longo, delgado e dotado de diversas estruturas sensitivas. Estas pernas modificadas são utilizadas como apêndices sensoriais, desempenhando um importante papel na percepção de sinais químicos e táteis.
Os três pares de pernas restantes são utilizados para locomoção e são divididos em coxa, trocanter, fêmur, patela, tíbia basitarso e telotarso. Quando o animal se locomove três pernas se movem por vez: a primeira e a terceira pernas de um lado movendo-se em sincronia com a segunda perna do outro. Normalmente o caminhar é lento, mas são capazes de correr por curtos períodos.
O opistossoma é claramente segmentado, apresentando tergitos e esternitos que praticamente se encontram lateralmente nos adultos. Nos jovens as placas são menores e as membranas que as unem são mais claramente visíveis. O opistossoma é dividido em um pré-opistossoma consistindo de 9 segmentos e um pós-opistossoma (Pygidium) composto por 3 segmentos. Machos e fêmeas possuem um opérculo genital pouco esclerotizado localizado no esternito 2. A respiração se dá através de 2 pares de pulmões foliáceos cujas aberturas se localizam na porção anterior dos esternitos 2 e 3. As placas dos 3 segmentos do Pigydium são fundidas, formando um cilindro. No último segmento localiza-se o ânus e, lateralmente a este, duas glândulas secretoras de substâncias químicas defensivas. Dorsalmente, também no último segmento, existem duas manchas brancas, os omatídeos. Especula-se, que essas sejam estruturas com função fotoreceptora. O flagelo é uma estrutura multisegmentada fina e longa inserida no segmento anal que é homólogo ao telson (agulhão) dos escorpiões. Sua função está relacionada à recepção de estímulos químicos e percepção de movimentos das correntes de ar através de cerdas sensoriais.

### Interna
As principais estruturas do sistema nervoso são o gânglio supraesofageal (“cérebro”), um gânglio subesofágico, e uma massa abdominal. O sistema circulatório é bem desenvolvido com um coração composto por 9 pares de óstios localizado principalmente no prossoma. Apresentam 2 pares de pulmões foliáceos. O sistema excretor é composto por nefrócitos, túbulos de Malpighi e glândulas coxais. O sistema digestivo é composto por boca, faringe, esôfago intestino médio, cecos, reto e ânus.

### Genitálias
Na fêmea o opérculo genital encerra uma grande câmara que possui duas grandes projeções (que na cópula tem a função de reter espermatóforo). A genitália é formada por 1 par de ovários, ovidutos, um útero e um receptáculo seminal. No macho a câmara sob o opérculo é menor. O aparelho reprodutor masculino é composto ainda por um par de testículos, canais deferentes e um órgão produtor de espermatóforo.

## Distribuição e habitats
A maior diversidade de Thelyphonida é encontrada na Ásia, onde estão presentes as 4 subfamílias. Hypoctoninae também é encontrada na África, Mastigoproctinae nas Américas e Telyphoninae no sudoeste do Pacífico. A maioria habita ecossistemas de floresta tropical, mas algumas espécies, como Mastigoproctus, podem ser encontradas em regiões áridas.

## Biologia geral e comportamento
Thelyphonida são altamente esclerotizados, mas ainda assim são consideravelmente susceptíveis aos efeitos da dessecação. Por essa razão a maioria das espécies caça à noite se refugiando do sol em profundas tocas que são escavadas com os pedipalpos, sob pedras, troncos ou outro tipo de abrigo.
Alguns estudos sugerem que os telifônidos tem capacidade de aprendizado e percepção espacial o que permite que estes animais se tornem caçadores mais eficientes. Em experimentos com estímulos negativos, os animais aprendem rapidamente a evitar a fonte de injúria.

## Alimentação
São predadores oportunistas alimentando-se praticamente de qualquer tipo de presa que forem capazes de subjugar, incluindo pequenos vertebrados. Também podem comer animais em decomposição ou roubar alimentos de outros predadores.
O telifônido caça direcionando as pernas anteniformes e o flagelo em direção a potenciais presas e avançando cautelosamente com os pedipalpos abertos. Antes de partir para a captura, o animal tateia o alvo delicadamente com as pernas anteniformes, obtendo informações táteis e químicas. Julgando a situação favorável ele avança rapidamente, agarrando a presa com os pedipalpos e trazendo-a em direção às quelíceras. Como não dispõe de veneno, a imobilização e morte da presa dependem inteiramente do trabalho mecânico das quelíceras e pedipalpos. O processamento do alimento produz um macerado que recebe fluidos digestivos. A digestão ocorre na cavidade pré-oral e os fluidos resultantes são absorvidos.

## Glândulas repugnatórias
Os telifônidos apresentam um mecanismo de defesa particular: disparam um jato de substâncias irritantes com odor pungente a partir de glândulas localizadas no último segmento do corpo.  Estas glândulas, denominadas de repugnatórias, são sacos membranosos envoltos por musculatura, que têm função de armazenar e expelir uma mistura defensiva, que inclui ácido acético e outros ácidos orgânicos. Quando ameaçado o animal direciona o opistossoma ao agressor e borrifa a mistura na forma de um spray. O jato pode ser direcionado com precisão por distâncias de até 80 cm e adultos podem manter reservas suficientes para até 19 descargas.
O ácido acético é altamente irritante para vertebrados e invertebrados e geralmente leva o predador a desistir da investida. O ácido caprílico, outro possível componente da mistura, pode dissolver a camada protetora lipídica do exoesqueleto de invertebrados.

## Ciclo de vida
O comportamento sexual envolve uma corte elaborada como ocorre em outros aracnídeos como amblipígios e escorpiões. Após o reconhecimento inicial, o par executa uma coreografia de movimentos que lembra uma dança, com macho e fêmea puxando e guiando um ao outro alternadamente. Ao final do processo o macho secreta e fixa um espermatóforo ao substrato. Quando a fêmea é guiada para cima do espermatóforo ela abaixa o opistossoma, e a estrutura se insere no gonóporo garantindo a transferência dos gametas. Em algumas espécies o macho utiliza as quelíceras para auxiliar na introdução do espermatóforo.
A fêmea é capaz de armazenar o esperma até o momento adequado para a fertilização. A postura dos ovos se dá no interior de túneis que ela mesma escava. Os ovos são mantidos em um saco membranoso que fica ligado à abertura genital. Dos ovos emergem as larvas, ou pré-ninfas, que prontamente sobem no dorso da mãe. Enquanto os filhotes permanecem junto à mãe esta se torna defensiva, respondendo agressivamente mesmo a pequenos estímulos. Ao mesmo tempo a fêmea se alimenta muito pouco, podendo morrer após os filhotes dispersarem. Apesar desse nível de cuidado parental nas fases iniciais, assim que as ninfas se dispersam elas estão sujeitas ao canibalismo, inclusive pela própria mãe.
Em Thelyphonida existem 4 instares: protoninfa, deuteroninfa, tritoninfa e tetraninfa. Em geral as ninfas são semelhantes aos adultos, diferindo destes apenas pela ausência dos caracteres sexuais secundários. As mudas ocorrem anualmente, levando entre 3 a 4 anos para que se atinja a maturidade sexual. Apesar dos dados escassos à cerca da longevidade, existem relatos de animais criados em cativeiro que viveram por até 7 anos.